# Bartomeu apòstol
Segons el Nou Testament, Bartomeu (Canà, Galilea, s. I aC? — Albanòpolis, Armènia, s. I dC) fou un dels Dotze Apòstols de Jesús de Natzaret. És venerat com a sant a tota la cristiandat. Se'l commemora el 24 d'agost. Pel seu martiri és patró d'oficis relacionats amb el treball de la pell, com els blanquers, assaonadors i adobers.
Fill d'un cananeu anomenat Ptolemeu, el seu nom real sembla que era Natanael(en arameu Natan-el bar Tholmai). D'aquí el nom "bar-Tolmay", en català Bartomeu, que significa “fill de Ptolemeu”. Segons el Nou Testament, veié Crist ressuscitat al llac Tiberíades i fou testimoni de la seva ascensió al cel. Segons Eusebi de Cesarea, Bartomeu anà a predicar a l'Índia i, juntament amb Judes Tadeu, predicaren a Armènia, per això són els patrons de l'Església Apostòlica Armènia. El seu final va ser dels més cruels entre els apòstols, ja que fou escorxat viu i, finalment, decapitat.
Se li atribueix un Evangeli de Bartomeu escrit cap al segle iii en grec i considerat apòcrif.

## Iconografia
Figura clau de la patrologia cristiana ha estat i és objecte constant de representació artística. Pels fets del seu martiri és usual respresentar-lo amb el ganivet o sostenint la seva pell. Algunes de les obres que el representen.
- Pintures murals de l'absis de l'església de Sant Pau i Sant Pere d'Esterri de Cardós. Segle XII (MNAC)
- Sant Bartomeu i sant Bernat, obra de Pere Serra. S. XIV. (Museu Episcopal de Vic)
- Retaule de sant Bartomeu, de Bernabé de Mòdena, 1377-82 (Museu Diocesà de Gènova)
- Retaule de sant Bartomeu procedent de l'església parroquial de Santa Eulàlia de Cruïlles. Segle XV (Museu d'Art de Girona)
- Retaule de sant Bartomeu i santa Isabel, de Guerau Gener (1401, Catedral de Barcelona)
- Taula de Sant Bartomeu i santa Tecla (1499), obra de Nicolau de Credença a l'església parroquial de Sant Bartomeu i Santa Tecla de Sitges
- Sant Bartomeu escorxat, escultura de Marco d'Agrate a la catedral de Milà (1562)

- Pintures murals de l'absis de l'església de Sant Bartomeu de Borriol (País Valencià). Segle XVI

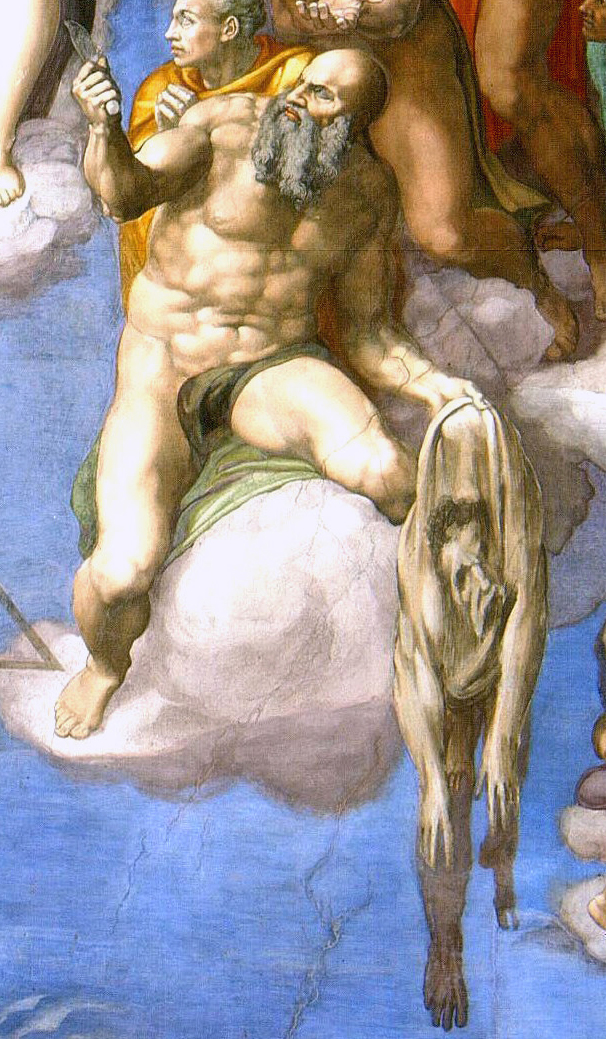
Detall del Judici final de Miquel Àngel on apareix Bartomeu sostenint la seva pell
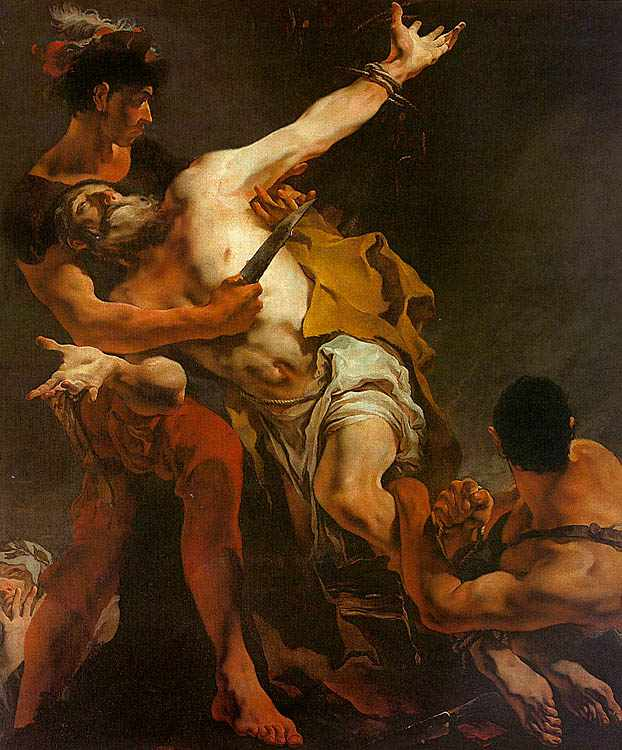
Martiri del sant, per Giovanni Tiepolo, 1722 (Venècia, San Stae)
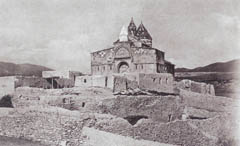
Foto antiga del monestir de Sant Bartomeu, al lloc on va ser martiritzat (avui en ruïnes, prop d'Albairak a Turquia)
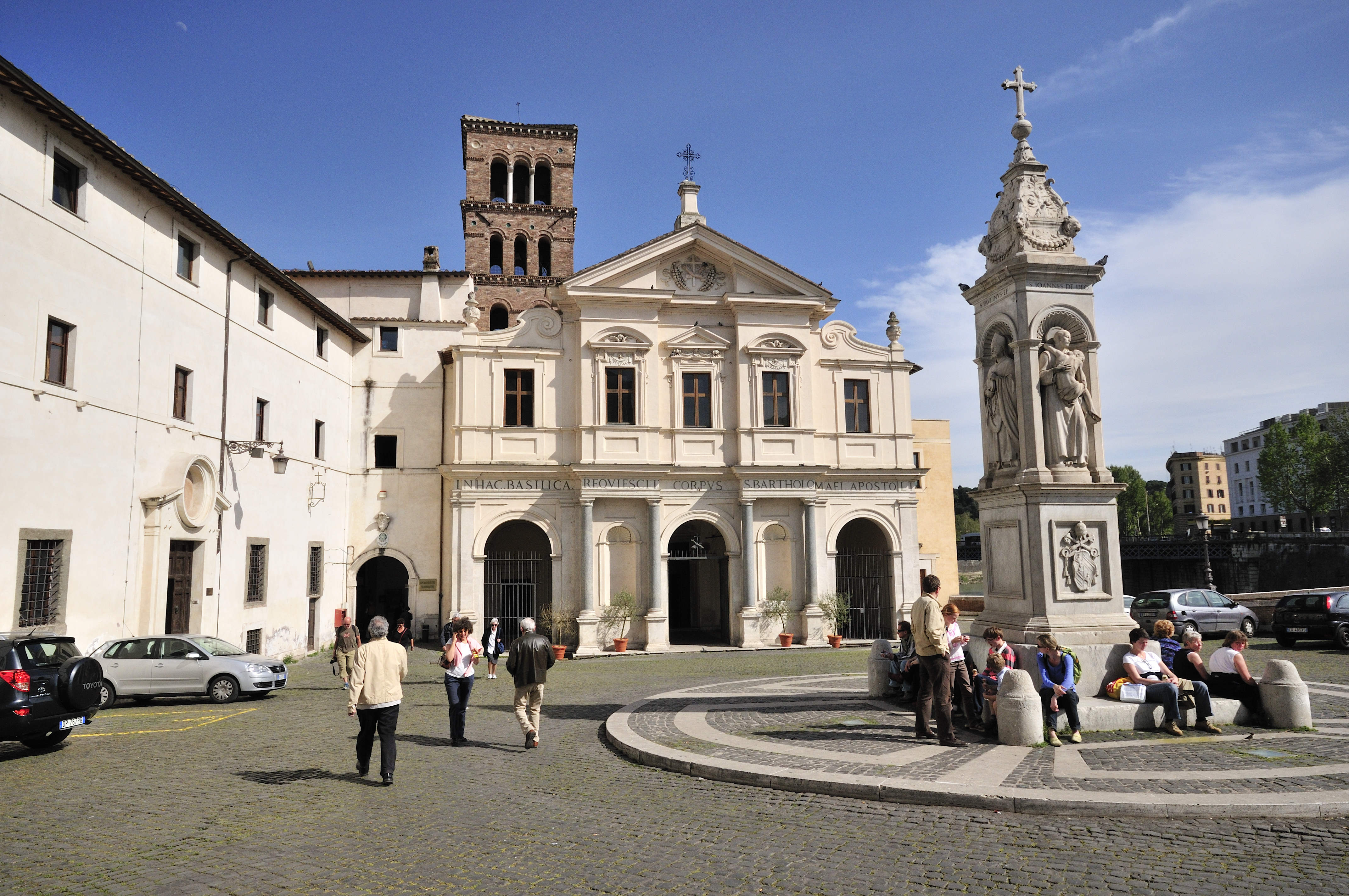
San Bartolomeo all'Isola, a Roma, on hi ha les relíquies del sant